# Borja Iglesias
Borja Iglesias Quintas (phát âm tiếng Tây Ban Nha: [ˈboɾxajˈɣlesjas]; sinh ngày 17 tháng 1 năm 1993) là một cầu thủ bóng đá chuyên nghiệp người Tây Ban Nha hiện đang chơi ở vị trí tiền đạo cho câu lạc bộ Celta de Vigo tại La Liga.
Được ăn tập tại Celta, nơi anh chơi chủ yếu chơi ở đội dự bị, anh đã chơi tổng cộng hơn 150 trận tại La Liga và ghi được 50 bàn thắng cho hai đội Espanyol và Betis và giành chức vô địch Copa del Rey 2021–22.

## Sự nghiệp câu lạc bộ

### Villarreal
Sinh ra ở Santiago de Compostela, A Coruña, Galicia, Iglesias bắt đầu chơi bóng khi còn là một đứa trẻ ở trường tiểu học địa phương, cho đến khi anh được tuyển dụng bởi SD Compostela khi anh 10 tuổi. Cuối cùng anh ấy đã tốt nghiệp đội trẻ của Villarreal CF sau khi làm việc tại CD Roda và Valencia CF, bắt đầu sự nghiệp cấp cao của mình vào năm 2012 với C team của cựu cầu thủ trong Tercera División.

### Celta
Iglesias gia nhập RC Celta de Vigo vào ngày 9 tháng 7 năm 2013, ký hợp đồng hai năm với quyền chọn thêm ba người nữa và được giao cho đội dự bị ở Segunda División B. Vào ngày 3 tháng 1 năm 2015, anh có trận ra mắt đội một – và La Liga –, vào sân ở phút thứ 78 thay thế cho Santi Mina trong trận thua 0-1 trên sân khách trước Sevilla FC.
Vào ngày 11 tháng 12 năm 2016, sau khi ghi một cú đúp trong trận thua 3–2 trên sân khách trước Caudal Deportivo, Iglesias trở thành cầu thủ ghi nhiều bàn thắng nhất mọi thời đại cho Celta B với 53 bàn thắng, vượt qua Goran Marić . Anh ấy đứng đầu bảng xếp hạng hạng ba ở vị trí 32, đóng vai trò quan trọng khi đội của anh ấy giành được một bến play-off.
Vào ngày 6 tháng 7 năm 2017, Iglesias được cho câu lạc bộ Segunda División Real Zaragoza mượn trong một năm. Anh ghi bàn thắng đầu tiên cho đội bóng mới vào ngày 27 tháng 8, bàn gỡ hòa thông qua một đá phạt đền trong trận hòa 1-1 trên sân nhà với Granada CF. Ngoài ra, anh còn lập cú đúp đấu với Córdoba CF, Sevilla Atlético, Real Valladolid và CA Osasuna, để đạt 15 bàn thắng vào tháng 3 và kết thúc mùa giải với tư cách là cầu thủ ghi bàn nhiều thứ ba của giải đấu vào ngày 22. Trước đó vào ngày 24 tháng 9, anh ấy đã bị đuổi khỏi sân ngay trước hiệp một trong trận hòa 1-1 với Gimnàstic de Tarragona tại La Romareda vì điều mà trọng tài coi là hành vi gây hấn đối với thủ môn Stole Dimitrievski.

### Espanyol
Vào ngày 9 tháng 7 năm 2018, Iglesias ký hợp đồng 4 năm với RCD Espanyol với điều khoản mua lại trị giá €28 triệu. Anh ra mắt chính thức cho câu lạc bộ vào ngày 18 tháng 8, bắt đầu từ trận sân nhà 1-1 hòa với câu lạc bộ cũ Celta. Trong lần xuất hiện tiếp theo, anh ấy đã giúp đỡ đội chủ nhà đánh bại Valencia CF 2–0 sau khi thu được lợi nhuận từ sai lầm của Cristiano Piccini ở giữa hiệp hai.
Iglesias đã ghi ba bàn qua hai lượt trận trong chiến thắng chung cuộc 7–1 trước Ungmennafélagið Stjarnan ở vòng sơ loại thứ hai của UEFA Europa League vào cuối tháng 7 và đầu tháng 8 năm 2019.

### Betis
Real Betis|Betis]] vào tháng 8 năm 2019]]

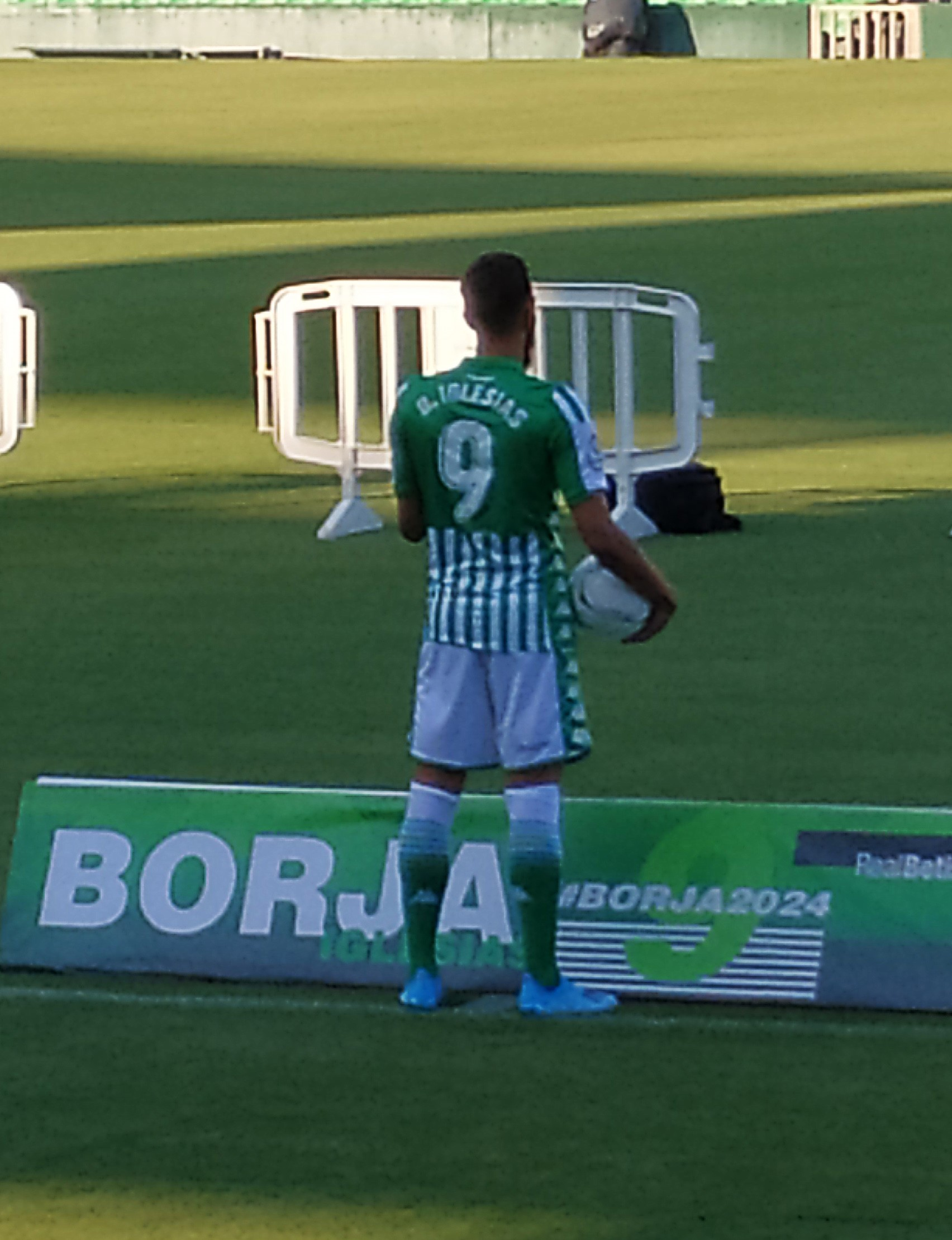
Iglesias ra mắt trong màu áo

Vào ngày 14 tháng 8 năm 2019, Iglesias chuyển đến Real Betis sau khi đồng ý với bản hợp đồng 5 năm với mức phí 28 triệu euro, tái hợp với người quản lý cũ của anh ấy là Espanyol Rubi. Anh ấy đã phải vật lộn chỉ với ba bàn thắng khi đội xếp thứ 15 trong chiến dịch đầu tiên của mình, và nhận thẻ đỏ vào ngày 20 tháng 2 sau trận hòa không bàn thắng với CD Leganés vì đẩy huấn luyện viên đối phương. Trong mùa giải 2020–21, anh đã đóng góp 13 bàn thắng – 11 trong giải đấu – để giành được một vị trí tại đấu trường Europa League.
Vào ngày 3 tháng 3 năm 2022, trong trận lượt về bán kết của Copa del Rey với Rayo Vallecano, Iglesias đã ghi bàn ở phút bù giờ để đảm bảo đội hòa 1-1 và giành một suất vào trận chung kết. Trong trận đấu quyết định vào ngày 23 tháng 4, anh ghi bàn thắng mở tỷ số trong trận hòa 1-1 với Valencia khi đội của anh giành chiến thắng trong hình phạt; anh ấy cũng đứng đầu bảng xếp hạng cá nhân của giải đấu ở vị trí thứ 5, và là cầu thủ sáng giá nhất trong trận chung kết.
Iglesias đã mở màn mùa giải 2022–23 với sáu bàn thắng sau sáu trận, nhận được danh hiệu Cầu thủ xuất sắc nhất tháng của La Liga trong tháng 8 . Vào ngày 6 tháng 11, cả hai anh ấy đều và đồng đội Nabil Fekir (cũng như Gonzalo Montiel của đối phương) đã nhận thẻ đỏ liên tiếp trong trận hòa 1-1 trên sân nhà với Sevilla trong derby Seville.
Iglesias chỉ ghi được hai bàn sau 18 lần ra sân ở phần đầu tiên của 2023–24, không thể tìm được mành lưới ở giải quốc nội.

#### Cho Bayer Leverkusen mượn
Vào ngày 27 tháng 1 năm 2024, Iglesias được cho mượn đến câu lạc bộ Bundesliga Bayer 04 Leverkusen cho đến khi kết thúc chiến dịch, với tùy chọn được cho là mua với giá 8 triệu euro. ; anh ấy đến để thay thế người bị chấn thương Victor Boniface.

## Sự nghiệp quốc tế
Vào tháng 9 năm 2022, Iglesias và Nico Williams lần đầu tiên được triệu tập vào đội tuyển quốc gia Tây Ban Nha, trước các trận đấu UEFA Nations League với Thụy Sĩ và Bồ Đào Nha. Anh ấy đã có trận ra mắt trước đội cũ, trong trận thua 2-1 ở Zaragoza. Mặc dù đã ghi 20 bàn thắng biến anh trở thành cầu thủ quốc gia ghi bàn nhiều nhất trong năm dương lịch, nhưng anh ấy đã không được triệu tập cho FIFA World Cup 2022 – người Tây Ban Nha đầu tiên kể từ 1994 có được vị trí này.
Vào tháng 8 năm 2023, để đáp lại việc chủ tịch Liên đoàn bóng đá Hoàng gia Tây Ban Nha Luis Rubiales không đồng ý hôn tiền vệ người Tây Ban Nha Jennifer Hermoso trong lễ trao huy chương giải vô địch bóng đá nữ thế giới, Iglesias tuyên bố sẽ tẩy chay việc thi đấu cho Tây Ban Nha cho đến khi Rubiales từ chức.

## Cuộc sống cá nhân
Iglesias được đặt biệt danh là  Panda , theo tên bài hát cùng tên của rapper Desiigner. Anh ấy nhận được sự chú ý khi sơn móng tay màu đen để ủng hộ Black Lives Matter vào năm 2020; cử chỉ của anh ấy cũng là một lời tuyên bố chống lại kỳ thị người đồng tính, điều mà anh ấy đã được nam diễn viên Brays Efe khen ngợi). Khi nào được hỏi về quan điểm chính trị của mình, anh ấy nói "Các cầu thủ bóng đá có xu hướng nghiêng một chút sang cánh hữu bởi vì đôi khi chúng tôi coi trọng chính sách kinh tế đó. Chẳng hạn, đối với tôi, đó không phải là điều duy nhất có giá trị. Điều tôi muốn nói là, tôi thích trả nhiều tiền hơn để sống ở một đất nước nơi tôi thích những gì họ làm với số tiền đó".

## Thống kê sự nghiệp

### Câu lạc bộ
Tính đến trận đấu diễn ra ngày 24 tháng 5 năm 2025
| Câu lạc bộ              | Mùa                 | Giải đấu            | Giải đấu | Giải đấu | Cúp quốc gia | Cúp quốc gia | Châu lục | Châu lục | Khác | Khác | Tổng cộng | Tổng cộng |
| Câu lạc bộ              | Mùa                 | Hạng đấu            | Trận     | Bàn      | Trận         | Bàn          | Trận     | Bàn      | Trận | Bàn  | Trận      | Bàn       |
| ----------------------- | ------------------- | ------------------- | -------- | -------- | ------------ | ------------ | -------- | -------- | ---- | ---- | --------- | --------- |
| Villarreal C            | 2012–13             | Tercera División    | 29       | 11       | —            | —            | —        | —        | —    | —    | 29        | 11        |
| Celta B                 | 2013–14             | Segunda División B  | 35       | 12       | —            | —            | —        | —        | —    | —    | 35        | 12        |
| Celta B                 | 2014–15             | Segunda División B  | 36       | 17       | —            | —            | —        | —        | —    | —    | 36        | 17        |
| Celta B                 | 2015–16             | Segunda División B  | 36       | 12       | —            | —            | —        | —        | —    | —    | 36        | 12        |
| Celta B                 | 2016–17             | Segunda División B  | 37       | 32       | —            | —            | —        | —        | 2    | 2    | 39        | 34        |
| Celta B                 | Tổng cộng           | Tổng cộng           | 144      | 73       | —            | —            | —        | —        | 2    | 2    | 146       | 75        |
| Celta                   | 2014–15             | La Liga             | 1        | 0        | 0            | 0            | —        | —        | —    | —    | 1         | 0         |
| Celta                   | 2015–16             | La Liga             | 0        | 0        | 1            | 0            | —        | —        | —    | —    | 1         | 0         |
| Celta                   | 2016–17             | La Liga             | 0        | 0        | 0            | 0            | —        | —        | —    | —    | 0         | 0         |
| Celta                   | Tổng cộng           | Tổng cộng           | 1        | 0        | 1            | 0            | —        | —        | —    | —    | 2         | 0         |
| Zaragoza (mượn)         | 2017–18             | Segunda División    | 39       | 22       | 2            | 1            | —        | —        | 2    | 0    | 43        | 23        |
| Espanyol                | 2018–19             | La Liga             | 37       | 17       | 6            | 3            | —        | —        | —    | —    | 43        | 20        |
| Espanyol                | 2019–20             | La Liga             | 0        | 0        | 0            | 0            | 3        | 3        | —    | —    | 3         | 3         |
| Espanyol                | Tổng cộng           | Tổng cộng           | 37       | 17       | 6            | 3            | 3        | 3        | —    | —    | 46        | 23        |
| Betis                   | 2019–20             | La Liga             | 35       | 3        | 2            | 0            | —        | —        | —    | —    | 37        | 3         |
| Betis                   | 2020–21             | La Liga             | 28       | 11       | 4            | 2            | —        | —        | —    | —    | 32        | 13        |
| Betis                   | 2021–22             | La Liga             | 33       | 10       | 8            | 5            | 10       | 4        | —    | —    | 51        | 19        |
| Betis                   | 2022–23             | La Liga             | 35       | 15       | 1            | 0            | 6        | 0        | 1    | 0    | 43        | 15        |
| Betis                   | 2023–24             | La Liga             | 11       | 0        | 1            | 1            | 6        | 1        | —    | —    | 18        | 2         |
| Betis                   | Tổng cộng           | Tổng cộng           | 142      | 39       | 16           | 8            | 22       | 5        | 1    | 0    | 181       | 52        |
| Bayer Leverkusen (mượn) | 2023–24             | Bundesliga          | 7        | 0        | 1            | 0            | 2        | 0        | —    | —    | 10        | 0         |
| Celta (mượn)            | 2024–25             | La Liga             | 37       | 11       | 2            | 0            | —        | —        | —    | —    | 39        | 11        |
| Celta                   | 2025–26             | La Liga             | 0        | 0        | 0            | 0            | 0        | 0        | —    | —    | 0         | 0         |
| Celta                   | Tổng cộng           | Tổng cộng           | 37       | 11       | 2            | 0            | 0        | 0        | —    | —    | 39        | 11        |
| Tổng cộng sự nghiệp     | Tổng cộng sự nghiệp | Tổng cộng sự nghiệp | 436      | 173      | 28           | 12           | 27       | 8        | 5    | 2    | 496       | 195       |

1. ↑  Bao gồm Copa del Rey, DFB-Pokal
2. ↑  Số lần ra sân tại Segunda División B play-offs
3. ↑  Số lần ra sân tại La Liga play-offs
4. 1 2 3 4 5  Số lần ra sân tại UEFA Europa League
5. ↑  Ra sân tại Supercopa de España

### Quốc tế
Tính đến trận đấu diễn ra ngày 28 tháng 3 năm 2023
| Đội tuyển quốc gia | Năm       | Trận | Bàn |
| ------------------ | --------- | ---- | --- |
| Tây Ban Nha        | 2022      | 1    | 0   |
| Tây Ban Nha        | 2023      | 1    | 0   |
| Tổng cộng          | Tổng cộng | 2    | 0   |

## Danh hiệu
Betis
- Copa del Rey: 2021–22[21]

Bayer Leverkusen
- Bundesliga: 2023–24[41]
- DFB-Pokal: 2023–24[42]

Cá nhân
- Cầu thủ xuất sắc nhất tháng của La Liga: Tháng 8 năm 2022[25]